# آلبرتو ریسکو
آلبرتو ریسکو (انگلیسی: Alberto Risco؛ زادهٔ ۳۰ اوت ۲۰۰۵) بازیکن فوتبال اهل اسپانیا است که در حال حاضر برای ختافه در پست هافبک بازی می‌کند.
از باشگاه‌هایی که در آن بازی کرده است می‌توان به ختافه اشاره کرد.